# Roman Dorochow
Roman Aleksandrowicz Dorochow (ros. Роман Александрович Дорохов, ur. 15 października 1915 we wsi Mało-Poniuszyno w guberni tomskiej, zm. 6 maja 1964) – radziecki działacz partyjny.

## Życiorys
Ukończył technikum pedagogiczne w Barnaule i Tomski Instytut Pedagogiczny, w 1934 został kierownikiem szkoły podstawowej, później dyrektorem szkoły średniej, do 1939 był inspektorem rejonowego oddziału edukacji narodowej, 1939-1947 służył w Armii Czerwonej. Od 1942 należał do WKP(b), 1947-1949 był kierownikiem sektora i zastępcą kierownika Wydziału Organów Partyjnych, Związkowych i Komsomolskich Ałtajskiego Krajowego Komitetu WKP(b), 1949-1955 I sekretarzem rejonowego komitetu partyjnego, 1955-1960 zastępcą przewodniczącego Komitetu Wykonawczego Ałtajskiej Rady Krajowej, a od stycznia 1960 do śmierci I sekretarzem Komitetu Obwodowego KPZR Gorno-Ałtajskiego Obwodu Autonomicznego.

## Odznaczenia
- Order Lenina
- Order Czerwonego Sztandaru Pracy
- Order Wojny Ojczyźnianej I klasy (dwukrotnie)